# River Bottom (Oklahoma)
River Bottom es un lugar designado por el censo ubicado en el condado de Muskogee en el estado estadounidense de Oklahoma. En el Censo de 2010 tenía una población de 154 habitantes y una densidad poblacional de 253,82 personas por km².

## Geografía
River Bottom se encuentra ubicado en las coordenadas 36°1′1″N 96°54′17″O / 36.01694, -96.90472. Según la Oficina del Censo de los Estados Unidos, River Bottom tiene una superficie total de 0.98 km², de la cual 0.98 km² corresponden a tierra firme y (0%) 0 km² es agua.

## Demografía
Según el censo de 2010, había 154 personas residiendo en River Bottom. La densidad de población era de 253,82 hab./km². De los 154 habitantes, River Bottom estaba compuesto por el 71.43% blancos, el 0% eran afroamericanos, el 23.38% eran amerindios, el 0% eran asiáticos, el 0% eran isleños del Pacífico, el 1.3% eran de otras razas y el 3.9% pertenecían a dos o más razas. Del total de la población el 5.19% eran hispanos o latinos de cualquier raza.